# Canton de Saint-Germain-du-Puy
Le canton de Saint-Germain-du-Puy est une circonscription électorale française du département du Cher créée par le décret du 21 février 2014 et entrée en vigueur lors des élections départementales de 2015.

## Histoire
Un nouveau découpage territorial du Cher entre en vigueur en mars 2015, défini par le décret du 21 février 2014, en application des lois du 17 mai 2013 (loi organique 2013-402 et loi 2013-403). Les conseillers départementaux sont, à compter de ces élections, élus au scrutin majoritaire binominal mixte. Les électeurs de chaque canton élisent au Conseil départemental, nouvelle appellation du Conseil général, deux membres de sexe différent, qui se présentent en binôme de candidats. Les conseillers départementaux sont élus pour 6 ans au scrutin binominal majoritaire à deux tours, l'accès au second tour nécessitant 12,5 % des inscrits au 1er tour. En outre la totalité des conseillers départementaux est renouvelée. Ce nouveau mode de scrutin nécessite un redécoupage des cantons dont le nombre est divisé par deux avec arrondi à l'unité impaire supérieure si ce nombre n'est pas entier impair, assorti de conditions de seuils minimaux.
Dans le Cher, le nombre de cantons passe ainsi de 35 à 19. Le nouveau canton de Saint-Germain-du-Puy est formé de communes des anciens cantons des Aix-d'Angillon et d'Henrichemont.

## Représentation
| Période élective | Période élective | Mandat | Mandat   | Identité                     | Nuance | Nuance | Qualité |
| ---------------- | ---------------- | ------ | -------- | ---------------------------- | ------ | ------ | --- |
| 2015             | 2021             | 2015   | 2021     | Ghislaine de Bengy-Puyvallée |        | DVD    | Chef d'entreprise Maire de Sainte-Solange (depuis 2020)                                                                        |
| 2015             | 2021             | 2015   | 2021     | Jean-Claude Morin            |        | LR     | 4e vice-président du conseil départemental Maire d'Henrichemont (2008-2020) Ancien conseiller général du Canton d'Henrichemont |
| 2021             | 2028             | 2021   | en cours | Marie-Christine Baudouin     |        | PCF    | Fonctionnaire territoriale Maire de Saint-Germain-du-Puy (depuis 2017)                                                         |
| 2021             | 2028             | 2021   | en cours | Gérard Clavier               |        | DVG    | Cadre de production Maire de Morogues (depuis 2008)                                                                            |

### Résultats détaillés

#### Élections de mars 2015
À l'issue du 1er tour des élections départementales de 2015, deux binômes sont en ballottage : Ghislaine De Bengy-Puyvallée et Jean-Claude Morin (Union de la Droite, 31,67 %) et Danielle Avon et Jean-René Coueille (FN, 27,85 %). Le taux de participation est de 54,72 % (6 434 votants sur 11 757 inscrits) contre 51 % au niveau départementalet 50,17 % au niveau national.
Au second tour, Ghislaine De Bengy-Puyvallée et Jean-Claude Morin (Union de la Droite) sont élus avec 65,97 % des suffrages exprimés et un taux de participation de 53,38 % (3 510 voix pour 6 276 votants et 11 757 inscrits).

#### Élections de juin 2021
Le premier tour des élections départementales de 2021 est marqué par un très faible taux de participation (33,26 % au niveau national). Dans le canton de Saint-Germain-du-Puy, ce taux de participation est de 36,63 % (4 289 votants sur 11 710 inscrits) contre 32,99 % au niveau départemental. À l'issue de ce premier tour, deux binômes sont en ballottage : Marie-Christine Baudouin et Gérard Clavier (Union à gauche, 42,63 %) et Ghislaine de Bengy-Puyvallee et Christophe Drunat (DVD, 37,19 %).
Le second tour des élections est marqué une nouvelle fois par une abstention massive équivalente au premier tour. Les taux de participation sont de 34,3 % au niveau national, 34,03 % dans le département et 38,5 % dans le canton de Saint-Germain-du-Puy. Marie-Christine Baudouin et Gérard Clavier (Union à gauche) sont élus avec 51,6 % des suffrages exprimés (2 180 voix pour 4 525 votants et 11 752 inscrits),,.

## Composition
Le nouveau canton de Saint-Germain-du-Puy comprend dix-huit communes entières.
| Nom                                          | Code Insee | Intercommunalité        | Superficie (km2) | Population (dernière pop. légale) | Densité (hab./km2) | Modifier                                    |
| -------------------------------------------- | ---------- | ----------------------- | ---------------- | --------------------------------- | ------------------ | ------------------------------------------- |
| Saint-Germain-du-Puy (bureau centralisateur) | 18213      | CA Bourges Plus         | 21,63            | 4 852 (2022)                      | 224                | modifier les données · modifier les données |
| Les Aix-d'Angillon                           | 18003      | CC Terres du Haut Berry | 14,68            | 1 871 (2022)                      | 127                | modifier les données · modifier les données |
| Aubinges                                     | 18016      | CC Terres du Haut Berry | 10,97            | 402 (2022)                        | 37                 | modifier les données · modifier les données |
| Azy                                          | 18019      | CC Terres du Haut Berry | 27,62            | 453 (2022)                        | 16                 | modifier les données · modifier les données |
| Brécy                                        | 18035      | CC Terres du Haut Berry | 39,63            | 969 (2022)                        | 24                 | modifier les données · modifier les données |
| La Chapelotte                                | 18051      | CC Terres du Haut Berry | 28,50            | 130 (2022)                        | 4,6                | modifier les données · modifier les données |
| Henrichemont                                 | 18109      | CC Terres du Haut Berry | 25,27            | 1 713 (2022)                      | 68                 | modifier les données · modifier les données |
| Humbligny                                    | 18111      | CC Terres du Haut Berry | 20,86            | 182 (2022)                        | 8,7                | modifier les données · modifier les données |
| Montigny                                     | 18151      | CC Terres du Haut Berry | 28,65            | 323 (2022)                        | 11                 | modifier les données · modifier les données |
| Morogues                                     | 18156      | CC Terres du Haut Berry | 30,53            | 423 (2022)                        | 14                 | modifier les données · modifier les données |
| Neuilly-en-Sancerre                          | 18162      | CC Terres du Haut Berry | 26,05            | 246 (2022)                        | 9,4                | modifier les données · modifier les données |
| Neuvy-Deux-Clochers                          | 18163      | CC Terres du Haut Berry | 16,50            | 257 (2022)                        | 16                 | modifier les données · modifier les données |
| Parassy                                      | 18176      | CC Terres du Haut Berry | 26,02            | 406 (2022)                        | 16                 | modifier les données · modifier les données |
| Rians                                        | 18194      | CC Terres du Haut Berry | 32,41            | 962 (2022)                        | 30                 | modifier les données · modifier les données |
| Saint-Céols                                  | 18202      | CC Terres du Haut Berry | 3,34             | 13 (2022)                         | 3,9                | modifier les données · modifier les données |
| Saint-Michel-de-Volangis                     | 18226      | CA Bourges Plus         | 17,42            | 466 (2022)                        | 27                 | modifier les données · modifier les données |
| Sainte-Solange                               | 18235      | CC Terres du Haut Berry | 31,85            | 1 114 (2022)                      | 35                 | modifier les données · modifier les données |
| Soulangis                                    | 18253      | CC Terres du Haut Berry | 13,76            | 457 (2022)                        | 33                 | modifier les données · modifier les données |
| Canton de Saint-Germain-du-Puy               | 1814       |                         | 415,69           | 15 239 (2022)                     | 37                 | modifier les données                        |

## Démographie
En 2022, le canton comptait 15 239 habitants, en évolution de −3,74 % par rapport à 2016 (Cher : −2,48 %, France hors Mayotte : +2,11 %).
| 2013   | 2018   | 2022   |
| ------ | ------ | ------ |
| 15 723 | 15 722 | 15 239 |